# Robert Reed (Schriftsteller)
Robert David Reed (* 9. Oktober 1956 in Omaha, Nebraska) ist ein amerikanischer Science-Fiction-Autor.

## Leben
Reed studierte Biologie an der Nebraska Wesleyan University (NWU) in Lincoln, Nebraska, und schloss mit einem B.Sc. ab. Danach arbeitete er bis 1987 bei Mapes Industries. Seit Erscheinen seines ersten Romans The Leeshore ist er hauptberuflich Schriftsteller.
Seine erste veröffentlichte Kurzgeschichte reichte er 1986 unter dem Pseudonym Robert Touzalin ein. 2007 erhielt er den Hugo Award in der Kategorie Best Novella (Bester Kurzroman) für A Billion Eves.

## Werke

### Veil of Stars
- Beyond the Veil of Stars, 1994
- Beneath the Gated Sky, 1997

### Marrow
- Marrow, 2000
- The Well of Stars, 2004

### Einzelromane
- The Leeshore, 1987
- The Hormone Jungle, 1987
- Black Milk (1989)
- Down the Bright Way, 1991
- The Remarkables, 1992
- An Exaltation of Larks, 1995
- Sister Alice, 2003
- Flavors of My Genius, 2006, ISBN 1-904619-72-X

### Kurzgeschichtensammlungen
- The Dragons of Springplace, 1999
- The Cuckoo’s Boys, 2005